# Pampa Grande
Pampa Grande è un comune (municipio in spagnolo) della Bolivia nella provincia di Florida (dipartimento di Santa Cruz) con 9.467 abitanti (dato 2010).

## Cantoni
Il comune è suddiviso in 2 cantoni:
- Pampa Grande
- Mataral